# Burkesville
Burkesville est une municipalité américaine située dans le comté de Cumberland (dont elle est le siège), dans le Kentucky. Sa population était de 1 756 habitants au recensement de 2000. Elle est située sur la rive gauche de la Cumberland.